# 平方度
平方度（英語：square degree）是一個量度立體角的非國際單位制單位。這個單位是從對平面角的度量推廣得到的。對應於切分圓為360份所得到的單位度，將一個球面切分為{\displaystyle 129600 \over \pi }份，每一份即為一平方度。這個數值大約為41252.96。

## 推導
圓形的周界：
把圓形的周長當成是360
{\displaystyle {\begin{matrix}S&=&2*\pi *r=360\\r&=&{180 \over \pi }\end{matrix}}}
此時一度(1°)對應的弧長為1。
球面積：
在同樣的半徑下，一平方度對應的表面積亦為1。
{\displaystyle {\begin{matrix}A&=&4*\pi *r^{2}\\\ &=&2*(2*\pi *r)*r\\\ &=&2*360*{180 \over \pi }\\\ &\approx &41252.96\end{matrix}}}
因此一個球面約為41252.96平方度。

## 应用
平方度這個單位被廣泛應用於天文學上，以度量天區在天球所佔的面積。例如，從地球上觀察，月球的視面積大約為0.196平方度；而天球上最大的單一星座長蛇座，其面積約為1,302.844平方度，差不多佔了地平线以上天空的6%。

## 外部連結
- （日語） 天文用語辭典：平方度 （页面存档备份，存于）
- 星座与黄道12星座 （页面存档备份，存于）─提及“平方度”以及一個球體面積有多少平方度